# Teena Marie

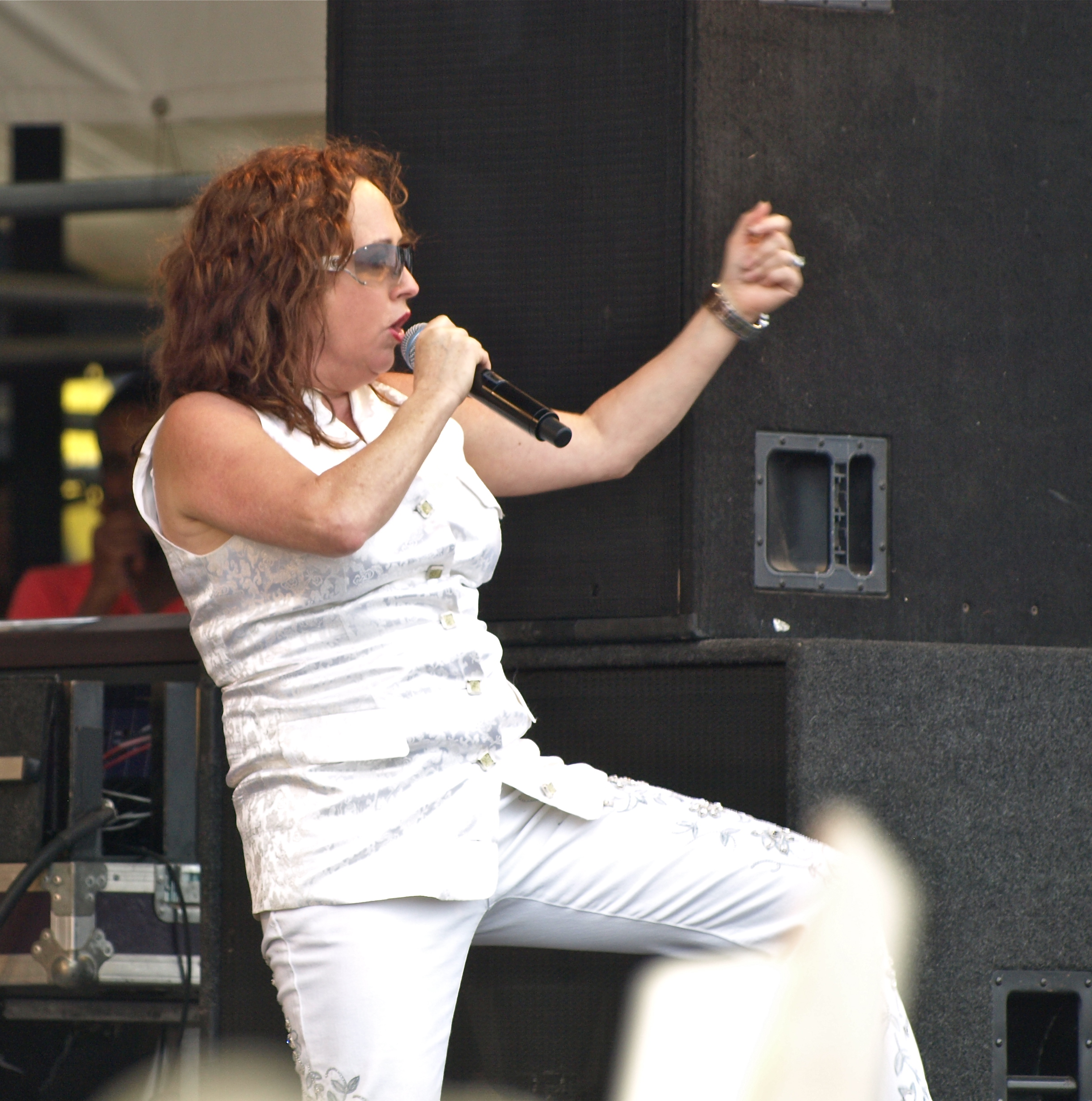
Teena Marie (2010)

Teena Marie (* 5. März 1956 als Mary Christine Brockert in Santa Monica, Kalifornien; † 26. Dezember 2010 in Pasadena, Kalifornien) war eine US-amerikanische R&B- und Soul-Sängerin, Gitarristin, Komponistin und Produzentin. Zu ihren bekanntesten Aufnahmen zählen Behind the Groove (1980), Square Biz (1981), Lovergirl (1984) und Ooo La La La (1988). Sie war auch unter den Pseudonymen Lady T und Lady Tee bekannt.

## Leben
Teena Marie hatte portugiesische Vorfahren und wuchs in Oakwood (US-Bundesstaat Kalifornien) auf, inmitten einer überwiegend afroamerikanischen Bevölkerung. Sie wohnte zeitweise im Haus von der Familie der US-Sängerin Jill Jones.
Als Teena Marie 2004 in einem Hotelzimmer schlief, fiel ihr ein großer Bilderrahmen auf den Kopf, und der Schlag verursachte eine schwere Gehirnerschütterung, die für den Rest ihres Lebens vorübergehende Anfälle zur Folge hatte. Einen Monat vor ihrem Tod hatte sie einen schweren Anfall erlitten. Am 26. Dezember 2010 wurde Teena Marie von ihrer Tochter leblos in ihrem Haus in Los Angeles aufgefunden.

## Karriere
Der Musiker Rick James schrieb und produzierte ihr erstes Album Wild and Peaceful (1979). Der Titel I’m Just a Sucker for Your Love, ein Duett der beiden, wurde ein Hit. Da kein Foto von Teena Marie auf dem Cover vorhanden war und ihr Label Motown selten weiße Künstler unter Vertrag nahm, wurde sie zunächst für eine schwarze Sängerin gehalten.
Im Jahr 1980 trat Teena Marie als Vorgruppe bei dem US-Musiker Prince bei dessen damaliger Dirty-Mind-Tournee auf. Nach ihrem vierten Album (1981) verließ sie das Label Motown im Streit. Es kam zu juristischen Auseinandersetzungen, deren Ausgang als „Brockert Initiative“ bekannt wurde: Ein Label darf einen Künstler nicht unter Vertrag halten, wenn es keine Veröffentlichungen gibt. Es folgten etliche erfolgreiche Alben und Singles bei Epic Records. Für den Kinofilm Top Gun steuerte sie das Lied Lead me on bei. Als der kommerzielle Erfolg Ende der 1980er nachließ, zog sich Teena Marie aus dem Musikgeschäft zurück und widmete sich ihrer Familie. Sie hatte eine Tochter namens Alia Rose, die ebenfalls als Sängerin auftritt.
Einige ihrer Hits wurden in den 1990ern von Hip-Hop-Musikern in Form von Samples verarbeitet, etwa Ooo La La La von den Fugees in ihrem Hit Fu-Gee-La (1996), oder von anderen Sängerinnen neu aufgenommen, z. B. I Need Your Lovin von Sheena Easton (2000). 2004 hatte Teena Marie ein Comeback mit dem Album La Dona, das Platz 6 der Charts erreichte. Dieser Comeback-Versuch brachte ihr im selben Jahr eine Grammy-Nominierung ein. 2008 erhielt sie den Pioneer Award der Rhythm and Blues Foundation.

## Diskografie

### Studioalben
| Jahr | Titel              | Höchstplatzierung, Gesamtwochen, AuszeichnungChartplatzierungen (Jahr, Titel, Platzierungen, Wochen, Auszeichnungen, Anmerkungen) | Höchstplatzierung, Gesamtwochen, AuszeichnungChartplatzierungen (Jahr, Titel, Platzierungen, Wochen, Auszeichnungen, Anmerkungen) | Anmerkungen                              |
| Jahr | Titel              | UK | US | Anmerkungen                              |
| ---- | ------------------ | --- | --- | ---------------------------------------- |
| 1979 | Wild and Peaceful  | — | US94 (20 Wo.)US | Erstveröffentlichung: 31. März 1979      |
| 1980 | Lady T             | — | US45 (23 Wo.)US | Erstveröffentlichung: 14. Februar 1980   |
| 1980 | Irons in the Fire  | — | US38 (29 Wo.)US | Erstveröffentlichung: 6. Juli 1980       |
| 1981 | It Must Be Magic   | — | US23 Gold · (25 Wo.)US | Erstveröffentlichung: 14. Mai 1981       |
| 1983 | Robbery            | — | US119 (24 Wo.)US | Erstveröffentlichung: 18. September 1983 |
| 1984 | Starchild          | — | US31 Gold · (35 Wo.)US | Erstveröffentlichung: 11. November 1984  |
| 1986 | Emerald City       | — | US81 (11 Wo.)US | Erstveröffentlichung: 22. Juli 1986      |
| 1988 | Naked to the World | — | US65 (13 Wo.)US | Erstveröffentlichung: 21. März 1988      |
| 1990 | Ivory              | — | US132 (10 Wo.)US | Erstveröffentlichung: 7. September 1990  |
| 2004 | La Doña            | — | US6 (21 Wo.)US | Erstveröffentlichung: 11. Mai 2004       |
| 2006 | Sapphire           | — | US24 (10 Wo.)US | Erstveröffentlichung: 9. Mai 2006        |
| 2009 | Congo Square       | — | US20 (6 Wo.)US | Erstveröffentlichung: 9. Juni 2009       |
| 2013 | Beautiful          | — | US63 (1 Wo.)US | Erstveröffentlichung: 15. Januar 2013    |

### Kompilationen
| Jahr | Titel                                  | Anmerkungen                            |
| ---- | -------------------------------------- | -------------------------------------- |
| 1985 | Greatest Hits                          | Erstveröffentlichung: 1985             |
| 1991 | Greatest Hits                          | Erstveröffentlichung: 1991             |
| 1994 | I Need Your Lovin': The Best of        | Erstveröffentlichung: 17. Mai 1994     |
| 1994 | Passion Play                           | Erstveröffentlichung: 19. Juli 1994    |
| 1996 | Motown Milestones: The Best of         | Erstveröffentlichung: 23. Januar 1996  |
| 1997 | Lovergirl: The Teena Marie Story       | Erstveröffentlichung: 11. Februar 1997 |
| 2000 | Love Songs                             | Erstveröffentlichung: 18. Januar 2000  |
| 2000 | Ultimate Collection                    | Erstveröffentlichung: 1. Februar 2000  |
| 2001 | The Millennium Collection: The Best of | Erstveröffentlichung: 27. März 2001    |
| 2002 | Super Hits                             | Erstveröffentlichung: 7. Mai 2002      |
| 2011 | Playlist: The Very Best of             | Erstveröffentlichung: 10. Mai 2011     |

### Singles
| Jahr | Titel Album                                  | Höchstplatzierung, Gesamtwochen, AuszeichnungChartplatzierungen (Jahr, Titel, Album, Platzierungen, Wochen, Auszeichnungen, Anmerkungen) | Höchstplatzierung, Gesamtwochen, AuszeichnungChartplatzierungen (Jahr, Titel, Album, Platzierungen, Wochen, Auszeichnungen, Anmerkungen) | Anmerkungen                                             |
| Jahr | Titel Album                                  | UK | US | Anmerkungen                                             |
| ---- | -------------------------------------------- | --- | --- | ------------------------------------------------------- |
| 1979 | I’m a Sucker for Your Love Wild and Peaceful | UK43 (8 Wo.)UK | — | Erstveröffentlichung: Juni 1979 feat. Rick James        |
| 1980 | Behind the Groove Lady T                     | UK6 (10 Wo.)UK | — | Erstveröffentlichung: Mai 1980                          |
| 1980 | I Need Your Lovin’ Irons in the Fire         | UK28 (6 Wo.)UK | US37 (14 Wo.)US | Erstveröffentlichung: Oktober 1980                      |
| 1981 | Square Biz It Must Be Magic                  | — | US50 (13 Wo.)US | Erstveröffentlichung: Juli 1981                         |
| 1984 | Lovergirl Starchild                          | UK76 (3 Wo.)UK | US4 (24 Wo.)US | Erstveröffentlichung: Dezember 1984                     |
| 1985 | Jammin’ Starchild                            | — | US81 (3 Wo.)US | Erstveröffentlichung: April 1985                        |
| 1988 | Ooo La La La Naked to the World              | UK74 (4 Wo.)UK | US85 (5 Wo.)US | Erstveröffentlichung: Februar 1988                      |
| 1990 | Since Day One Ivory                          | UK69 (2 Wo.)UK | — | Erstveröffentlichung: Oktober 1990                      |
| 2004 | Still in Love La Doña                        | — | US70 (20 Wo.)US | Erstveröffentlichung: Mai 2004                          |
| 2004 | A Rose by Any Other Name La Doña             | — | US97 (2 Wo.)US | Erstveröffentlichung: Dezember 2004 feat. Gerald Levert |